# Arapov brijeg
Arapov brijeg (928 m) je krajnja uzvisina podvlašićke visoravni u dolini rijeke Vrbanje, na potezu između Čudnića i Kovačevića potoka.

## Opis
Arapov brijeg pripada kompleksu strmih padina od Ravnog omara na Ilomskoj (1.100 m) i Vrbanje (612 m), koja, u sudaru s matičnom stijenom mijenja smjer toka pod pravim kutom: iz jugozapadnog pravca skreće ka sjeveroistoku. U taj lakat rijeke ulijevaju se dvije desne pritoke Vrbanje: Čudnić sa sjeveroistočnih padina Arapovog brijega i bezimeni potok, s jugoistočne.
Okolne padine i sam Arapov brijeg, djelomično su obrasli miješanom šumom hrasta i graba te škrtim poluvlažnim površinama.

## Legenda
Podrijetlo imena ovoga brda nije pouzdano poznato. Moglo bi potjecati iz razdoblja osmanlijske vladavine ovim krajem, kada se tu nastanio izvjesni Arap, a moguće i čovjek takvog nadimka. Postoji i legenda o tiraniji  „prekomorskog crnog Arapina“ nad lokalnim stanovništvom, koji je „udario namet na vilajet“, uzimao desetinu i prikupljao druge pristojbe.  Na Petrovu polju još uvijek se pripovijeda o junaštvu Kraljevića Marka („od Prilepa Marko“), koji je navodno pogubio Arapina, razrušio mu dvore i oslobodio cijeli kraj.

## Također pogledajte
- Kruševo Brdo
- Čudnić
- Petrovo polje (Bosna)